# HMS Ramillies (1916)
HMS Ramillies – brytyjski pancernik z okresu I i II wojny światowej. Był piątą jednostką typu Revenge. Okręt o numerze taktycznym 07, otrzymał imię „Ramillies” na cześć rozegranej w 1706 roku bitwy pod Ramillies.

## Historia
Stępkę pod budowę HMS „Ramillies” położono 12 listopada 1913 roku w stoczni William Beardmore and Company. Wodowanie miało miejsce 12 czerwca 1916 roku, wejście do służby 1 września 1917 roku. Okres budowy okrętu w porównaniu do jednostek siostrzanych uległ przedłużeniu, z powodu zabudowania na nim zabezpieczeń chroniących przed atakiem torpedowym tzw. „bąbli przeciwtorpedowych”. Osiągnięcie gotowości bojowej opóźniło się także z powodu niewielkich uszkodzeń, jakich okręt doznał podczas wodowania. 
W maju 1917 roku okręt wszedł w skład 1. Eskadry Liniowej. W 1920 roku w związku z napięciem między Wielką Brytanią a Turcją okręt ostrzelał tureckie pozycje na morzu Marmara. W 1924 roku wszedł w skład 2. Eskadry Liniowej Brytyjskiej Floty Atlantyku.
Po wybuchu II wojny światowej do 7 września operował w rejonie północnego Atlantyku w celu przechwytywania niemieckich jednostek. Pod koniec września eskortował konwój kierujący się do Aleksandrii. W listopadzie w ramach grupy okrętów „Force J” uczestniczył w akcji przeciwko niemieckiemu pancernikowi kieszonkowemu „Admiral Graf Spee”. Następnie do połowy 1940 roku ochraniał konwoje z Nowej Zelandii i Australii do Suezu.
Od czerwca 1940 roku operował w rejonie Morza Śródziemnego, gdzie m.in. ochraniał konwoje udające się na Maltę. Podczas jednej z takich misji, w październiku odpierał nieudany atak włoskich kutrów torpedowych. 27 listopada wziął udział w bitwie koło przylądka Spartivento.
Następnie został przydzielony do Floty Atlantyku ochraniającej konwoje w rejonie północnego Atlantyku. W marcu 1942 roku okręt został przeniesiony w rejon Oceanu Indyjskiego. Uczestniczył w inwazji na Madagaskar. 29 maja, stacjonując w porcie Diégo-Suarez, został zaatakowany przez japońskie miniaturowe okręty podwodne. Trafiony torpedą po lewej stronie przed wieżą „A” doznał ciężkich uszkodzeń, jednak nie zatonął. Po powrocie do Wielkiej Brytanii, gdzie został wyremontowany, powrócił do służby w czerwcu 1943 roku. 6 czerwca 1944 roku wspierał lądowanie aliantów w Normandii.
Okręt został przeniesiony do rezerwy 31 stycznia 1945 roku. W 1946 roku został sprzedany na złom, a w 1949 roku złomowany.